# W. Edwards Deming
Pour les articles homonymes, voir William Edwards, Edwards et Deming.
William Edwards Deming, né le 14 octobre 1900 à Sioux City, Iowa, mort le 20 décembre 1993 à Washington DC, est un statisticien, qualiticien, professeur d'université, auteur et consultant américain. Bien que son nom soit attaché principalement à la notion de qualité dans l'industrie, son enseignement concerne toutes les branches du management. 
Pendant la Seconde Guerre mondiale, Deming a contribué à l'amélioration de la production des industries d'armement aux États-Unis en créant un programme de formation à l'université Stanford, mais il est surtout connu pour son influence au Japon après la guerre et les nombreux séminaires qu'il a dirigés aux États-Unis de 1980 à 1993. 
À partir de 1950, Deming entre en contact avec les directeurs généraux des plus grandes entreprises japonaises ; il donne des conférences devant les ingénieurs et les cadres supérieurs de ces entreprises pour leur apprendre à améliorer la conception, la fabrication et la vente des produits grâce à de nouvelles méthodes, notamment la méthode "Statistical Quality Control" mise au point par Walter Shewhart en 1938. Il contribue ainsi dans une large mesure à la renommée du Japon en matière de produits innovants, de haute qualité, ainsi qu'à la montée en puissance de son économie, ce que l'empereur du Japon a reconnu en le décorant en 1960 dans l'Ordre de seconde classe du Trésor sacré, la plus haute distinction que peut recevoir un étranger. 
Fondé en 1950 par la JUSE, l'association des scientifiques et ingénieurs japonais, le prix Deming donne lieu à une grande cérémonie annuelle. Il est souvent assimilé à un « prix Nobel » du management.  
Alors que Deming est considéré depuis longtemps au Japon comme un héros national, ce n'est qu'au moment de sa disparition en décembre 1993 qu'il a été reconnu par la presse américaine comme un personnage historique dont l'influence sur l'économie mondiale est considérable. Mais son enseignement est loin d'avoir été compris et mis en application par les entreprises américaines, a fortiori par les entreprises occidentales. Il considère que la principale incompréhension de son enseignement est due à « une inaptitude fondamentale à interpréter l'information en termes de variations ».
Pour pérenniser son enseignement, il a fondé le Deming Institute.

## Vie et œuvre

### Origines
W. Edwards Deming est né le 14 octobre 1900 à Sioux City (Iowa ) une petite ville du centre des  États-Unis,. Il est le fils de William Albert Deming, qui travaille dans un cabinet d'avocats à Cody (Wyoming), et de Pluma Irene Edwards, musicienne qui donne des leçons de piano à son domicile. Il est le descendant direct de John Deming (1615-1705), un colon puritain qui s'est installé dans le Connecticut. Par manque de ressources, sa famille vit pendant plusieurs années dans une baraque de papier goudronné (tar-paper shack).
Il passe sa jeunesse à Polk City (Iowa) dans la ferme de son grand-père Henri Coffin Edwards, puis dans une ferme achetée par son père à Powell (Wyoming). Il se marie en 1922 avec Agnes Bell, qui meurt en 1930, un an après l'adoption d'une petite fille, Dorothy. 
Il se déclare anglican pratiquant.

### Études universitaires
Il entame des études universitaires et obtient en 1921 une licence d'électrotechnique à l'université du Wyoming à Laramie puis en 1925 une maîtrise ès sciences de mathématiques et physique à l'université du Colorado avant de décrocher en 1928 un doctorat de mathématiques et physique à l'université Yale,. 
Dans le cadre de ses études, il travaille pendant deux étés à l'usine Hawthorne de la société Western Electric près de Chicago, usine où des méthodes visant à augmenter la productivité industrielle sont justement à l'étude. C'est à cette occasion que le jeune étudiant découvre, en 1927, les premiers travaux de Walter A. Shewhart, membre de la direction technique des Bell Telephone Laboratories, sur la maîtrise de la qualité,. Les enseignements de Deming, au Japon à partir de 1950 puis aux États-Unis à partir de 1980, seront profondément marqués par la théorie statistique élaborée par Shewhart.

### Carrière
Au sortir de l'université (1927), Deming trouve un emploi de chercheur au Fixed Nitrogen Research Laboratory  (laboratoire de recherche sur l'azote fixé) du ministère de l'Agriculture à Washington. Il y travaille pendant dix ans à la mise au point des engrais azotés. Pendant tout ce temps, il publie une série d'articles dans des revues de physique, souvent avec pour co-auteur, Lola Elizabeth Shupe, qu'il épouse en 1932, après le décès en 1930 de sa première épouse, et qui lui donnera deux enfants, Diana et Linda.
Au début des années 1930, il prend des congés sabbatiques pour aller étudier la statistique à l'université de Londres. Il commence aussi à publier des articles dans des revues scientifiques,. 
Le ministère de l'Agriculture américain ayant fondé un institut d'études supérieures (graduate school) pour former des ingénieurs agronomes, Deming y donne, à partir de 1936, des cours de mathématiques et de statistique tout en poursuivant ses travaux de recherche. 
Il en profite pour inviter nombre de statisticiens étrangers (dont R. A. Fisher, J. Wishart, F. Yates et J. Neyman) à venir y faire des exposés et y conduire des séminaires.  L'institut publie en 1938 l'exposé de Walter A. Shewhart, Statistical Method from the Viewpoint of Quality Control, qui deviendra un classique.
En 1939, Deming rejoint le Bureau du recensement des États-Unis à Washington (un organisme comparable à l'INSEE). Il y utilise ses connaissances théoriques pour mettre au point les premières enquêtes par échantillonnage, avec des techniques qui feront école dans le monde entier. 
Pendant la guerre, Deming reste à Washington pour mettre ses connaissances au service des industries d'armement. Il organise à l'université Stanford un séminaire de management destiné à améliorer la productivité et la qualité du matériel de guerre. C'est l'aboutissement d'une étude sur laquelle il travaille avec Shewhart depuis 1938. Les méthodes de management qu'ils préconisent au cours de ce séminaire sont radicalement différentes de celles que Frederick Winslow Taylor avait énoncées à la fin du XIXe siècle. Des milliers d'ingénieurs et de cadres des industries d'armement sont dépêchés à Stanford pour suivre ce cours, mais le but n'est pas atteint, car les directeurs américains ne veulent pas s'impliquer personnellement. Après la guerre, la productivité des entreprises américaines reste stationnaire et la qualité des produits américains ne s'améliore pas.
En 1946, il quitte son poste au Bureau du recensement des États-Unis pour devenir consultant en études statistiques et professeur à l'Université de New York jusqu'à son départ à la retraite en 1975.

### Le Japon

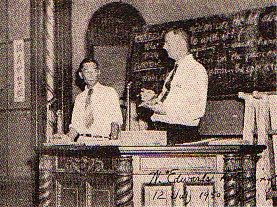
Deming au Japon en 1950.

En 1947, le gouvernement américain envoie Deming à Tokyo comme conseiller de l'État-major des forces alliées pour appliquer ses techniques d'échantillonnage. Il a l'occasion de rencontrer des ingénieurs de l'industrie qui sont proches du Keidanren, la grande fédération patronale japonaise. Ces ingénieurs avaient fondé une association nommée JUSE (Japanese Union of Scientists and Engineers) dont le but était de participer à la reconstruction de l'industrie japonaise par l'étude des techniques et des méthodes de management. Ils avaient pu se procurer les normes de l'armée américaine sur la qualité et le livre de Walter Shewhart publié en 1939. En étudiant ces documents, ils ont compris la nécessité d'une formation de tous les ingénieurs et cadres aux méthodes de Statistical Quality Control, mais ils manquaient d'expérience pour enseigner cette matière. Certains d'entre eux qui avaient rencontré Deming en 1947 et en 1949 ont alors demandé au directeur exécutif de la JUSE, Kenichi Koyanagi, de l'inviter officiellement à donner une série de conférences à Tokyo, à l'occasion d'une mission qu'il devait faire en 1950 pour le Quartier Général. 
Deming lui proposa de donner des cours en juin et juillet 1950 pendant 8 jours ouvrables à raison de 7 heures par jour. "C'était, écrivait-il, la durée minimum pour un auditoire auquel la théorie statistique élémentaire n'est pas familière". Il précisait dans sa lettre qu'il ne demandait pas de rémunération. 
Deux stages de 8 jours ont eu lieu pendant l'été de 1950, avec des interprètes. Une session à Tokyo a réuni 230 personnes et une autre à Fukuoka 110 personnes. Deming a donné ensuite trois conférences d'une journée à des directeurs généraux (deux à Tokyo et une à Hakone). Il leur a expliqué l'importance des méthodes statistiques comme outil de management. Il a mis l'accent sur la nécessité d'appliquer ces méthodes tout au long de la chaine industrielle, de la réception des matières premières jusqu'à l'étude des réactions des clients aux produits. 
Pendant les stages de 1950, les organisateurs de la JUSE avaient pris une grande quantité de notes qui leur ont permis de rédiger une brochure en japonais, intitulée : Principes élémentaires du contrôle statistique de la qualité. Mise en vente par la JUSE, elle a connu un grand succès de librairie. Lorsque Koyanagi a proposé à Deming de lui payer les droits d'auteur qui lui revenaient normalement, celui-ci a insisté pour les abandonner au profit de l'association. Alors Koyanagi a eu l'idée d'utiliser cette somme pour fonder un prix, une récompense annuelle qui stimulerait les entreprises japonaises dans l'amélioration de la connaissance que Deming leur avait apportée. Le conseil d'administration de la JUSE a accepté cette idée avec enthousiasme et c'est ainsi que le célèbre Deming Prize est né en décembre 1950. L'industrie japonaise adopte aussitôt les théories de Deming sur le management ; dix ans plus tard, les produits japonais, notamment les automobiles et les téléviseurs, commencent à déferler en Amérique. Le public américain ne s'y trompe pas : les produits japonais sont meilleurs et moins chers. C'est un tournant historique.

### Les États-Unis
Jusqu'en 1980, les méthodes de management de Deming étaient ignorées de la plupart des entreprises américaines, parce que leurs dirigeants restaient des adeptes inconditionnels des principes de la division du travail prônés par Frederick Winslow Taylor. Deming lui-même était pratiquement inconnu du grand public. C'est alors qu'une journaliste américaine, Clare Crawford-Mason, a fait connaître au grand public Deming et ses méthodes dans un reportage télévisé sur la chaîne NBC intitulé : Si le Japon peut le faire, pourquoi pas nous ?. Les dirigeants américains ne pouvaient plus l'ignorer. Sollicité par de nombreuses entreprises, Deming a commencé à donner des séminaires publics de quatre jours où il expliquait ses idées devant plusieurs centaines de participants. Le 19 août 1980, il a participé à une table ronde de la Commission des Finances du Congrès des États-Unis sur la qualité des produits japonais. De 1981 à 1993, il a dirigé 250 séminaires. On a calculé que le nombre de participants s'élève au chiffre impressionnant de 120 000. Il a donné également de nombreuses conférences dans des entreprises américaines qui ont adopté certaines de ses méthodes. Sous son influence, le style de management s'est profondément transformé en quelques années aux États-Unis. Cependant, les États-Unis n’ont pas saisi l’essentiel de l’enseignement de Deming, alors que la Corée et la Chine, à la suite du Japon, l’ont parfaitement assimilé. Ceci permet notamment d’expliquer l’écart de croissance entre ces pays. En novembre 1991, à l’issue d’une cérémonie organisée à Tokyo sous l'égide du Keidanren, une journaliste américaine lui  a demandé si l’industrie américaine prêtait la moindre attention à ses théories. Il lui a brièvement répondu : "No. Not at all. It would take a reformation." (Non. Pas du tout. Cela nécessiterait une réforme.)

### La France
En 1979, Jean-Marie Gogue, vice-président de l’AFCIQ (Association Française pour le Contrôle Industriel de la Qualité) réussit à intéresser le directeur général de L’Usine Nouvelle au projet d’un prix français pour la qualité comparable au Deming Prize. La date de la première cérémonie de remise du prix fut fixée au 26 novembre 1980. Naturellement, il était important d’inviter Deming à cette cérémonie, c’est pourquoi le journal accepta de payer son voyage et son séjour. 
Le Medef (à l’époque le CNPF) s’intéressait aux méthodes de contrôle de la qualité depuis 1975, et son département de formation permanente, le CRC (Centre de Recherche des Chefs d’Entreprise) avait déjà créé un stage qualité dont Jean-Marie Gogue était l’animateur. 
Deming accepta les conditions du Medef. Une conférence eut lieu le 25 novembre au Palais des Congrès de la Porte Maillot, devant cent personnes environ. Quatre PDG français sont d’abord venus expliquer que la satisfaction des clients était leur principal objectif et que leurs entreprises étaient très bien organisées pour donner à leurs clients la qualité qu’ils attendaient. Deming a parlé ensuite de sa propre théorie du management. Il a dit que pour être un bon chef d'entreprise, il fallait connaître les méthodes statistiques. Après la conférence, il était clair que Deming avait été éclipsé par les quatre orateurs français, dont les entreprises ont disparu quelques années plus tard.
Le lendemain était le jour de la remise du "Prix Industrie et Qualité", au Pavillon Gabriel, sur les Champs Elysées. Mille personnes y assistaient, dont le ministre de l'Industrie, André Giraud, et plusieurs hauts dirigeants de l’industrie. Deming n'a eu droit qu’à dix minutes de parole. Après la remise des prix, il s'est brièvement entretenu avec André Giraud.

### Deming et le management
L'enseignement de Deming a pour objet le management dans son ensemble. Contrairement à une idée reçue, son but n'était pas d'améliorer le management existant en lui ajoutant une composante qualité, mais de le transformer entièrement. Dans une société de production, le management consiste notamment à saisir les attentes des clients, maîtriser les processus, gérer le personnel et préparer l'avenir en facilitant l'innovation. Au sujet de la gestion du personnel, il critiquait sévèrement les méthodes de notation et de classement des salariés en montrant qu'elles sont improductives (voir son expérience des billes rouges). Il disait aussi que le management ne concerne pas seulement les sociétés de production, mais aussi l'administration publique et l'enseignement. Depuis ses premiers séminaires au Japon, à partir de 1950, un grand nombre d'universités japonaises se sont mises à enseigner le management comme une science. Le Deming Prize est la plus haute récompense décernée à une entreprise pour son excellence dans le management.
Deming affirme que le style de management adopté en Occident conduit l'économie mondiale dans une impasse, parce qu'en privilégiant la concurrence et le pouvoir de l'argent, il provoque d'immenses pertes, causes de misère et de chômage. L'alternative qu'il propose privilégie la connaissance, qu'il considère comme la plus importante ressource d'un pays. Par conséquent la politique d'une entreprise doit être d'augmenter la connaissance dans un climat de coopération ; c'est le but des "14 points de Deming".
Il faut reconnaître enfin que le style de management de Deming favorise la cohésion sociale. La violence symbolique fait partie du style de management traditionnel. Or les psychologues savent que la violence subie dans la vie professionnelle provoque souvent des troubles du comportement dans la vie privée. Par conséquent, en atténuant le climat de violence et de crainte qui sévit dans beaucoup d'entreprises, le style de management de Deming contribue à améliorer les relations humaines dans toute la société.
En 1950, Deming déclarait dans sa conférence historique aux dirigeants du Keidanren : "On pourrait dire que [ma méthode] c'est la démocratie dans l'industrie." Des milliers de témoignages montrent aujourd'hui que cette nouvelle approche du management favorise le dialogue et l'accomplissement des buts communs.

## Les 14 points de Deming
En 1982, le MIT publie le livre de Deming intitulé Quality, Productivity, and Competitive Position. En 1987, Cambridge University Press en publie une nouvelle version sous le titre Out of the Crisis. Le chapitre 2, « Principles for Transformation of Western Management » comporte quatorze recommandations qui se trouvaient déjà dans l'ouvrage précédent : ce sont "les 14 points de Deming", qui ont été largement commentés par la presse.

## Commentaires sur la notion de qualité
Dans la présentation d'un livre de Shewhart réédité en 1980 par l'American Society for Quality Control, Deming écrivait : "La qualité, dont le but est de satisfaire les besoins du consommateur, doit être exprimée en termes de caractéristiques qualitatives mesurables. Pour un produit, il est nécessaire de prédire quelles sont les caractéristiques qualitatives qui donneront satisfaction à l'usage. Mais ceci ne revient pas à dire que la qualité se limite, pour le consommateur, à un ensemble de spécifications. Quel que soit le produit, la qualité est l'interaction entre le produit, l'utilisateur, ses attentes et le service qu'il peut obtenir si le produit tombe en panne ou s'il nécessite un entretien. Les besoins du consommateur changent continuellement. Il en est de même pour les matières premières, les méthodes de fabrication et les produits. Rechercher la qualité d'un produit, cela ne signifie pas nécessairement que l'on veut obtenir un produit de haute qualité, mais que l'on veut améliorer continuellement le processus pour que le consommateur puisse se fier à la régularité du produit et se le procurer à un prix réduit." 

## Le prix Deming
Les méthodes de management de Deming ont été adoptées par les plus grandes entreprises japonaises. L'association des scientifiques et ingénieurs japonais (JUSE), affiliée au Keidanren (la fédération patronale japonaise) a créé le Deming Prize dès 1950 pour récompenser les entreprises ayant un haut niveau d’excellence en matière de management. Les Japonais considèrent ce prix comme l'équivalent d'un Prix Nobel.

## Récompenses et distinctions
- Médaille Shewhart (1955)
- Académie nationale des sciences
- Ordre du Trésor sacré
- Prix Samuel Wilks (1983)
- National Medal of Technology and Innovation (1987)
- Médaille Wilbur Cross (1991)

## Publications
Avant 1980W. Edwards Deming, Some Theory of Sampling, Wiley & Sons 1950
Années 1980
- (en)  W. Edwards Deming, Quality, Productivity, and Competitive Position,  MIT CAES 1982.
- (en)  W. Edwards Deming, Out of the Crisis, Cambridge University Press 1987.

Années 1990
- (en) W. Edwards Deming, The new Economics for Industry, Government, Education,  MIT CAES (2e  éd.) 1993.
- W. Edwards Deming, Du nouveau en économie, Economica 1996.

Années 2000
- W. Edwards Deming, Hors de la crise (3e  éd.) Economica 2002.
- (en) W. Edwards Deming, Some Theory of Sampling, Dover, 2003 (reprint).